# سباستيان هرنانديز
سباستيان هرنانديز (بالإسبانية: Sebastián Hernández) (3 أكتوبر 1986 في كولومبيا - ) هو لاعب كرة قدم كولومبي في مركز الوسط. شارك مع منتخب كولومبيا تحت 17 سنة لكرة القدم ومنتخب كولومبيا تحت 20 سنة لكرة القدم. أما مع النوادي، فقد لعب مع أتلتيكو جونيور وأتليتيكو هويلا وأونس كالداس وإنديبندينتي ميديلين وديبورتيس كوينديو وديبورتيفو تاشيرا وديبورتيفو كالي ونادي إيميلك ونادي تشيرنو مور فارنا ونادي لودوغورتس رازغراد ونادي ميلوناريوس.

## وصلات خارجية
- سباستيان هرنانديز على موقع الاتحاد الدولي (مؤرشف)  (الإنجليزية)
- سباستيان هرنانديز على موقع اتحاد تركيا (لاعب) (الإنجليزية)
- سباستيان هرنانديز على موقع إي إس بي إن إف سي (الإنجليزية)
- سباستيان هرنانديز على موقع قاعدة بيانات كرة القدم.إي يو (الإنجليزية)
- سباستيان هرنانديز على موقع Soccerway.com (الإنجليزية)
- سباستيان هرنانديز على موقع عالم كرة القدم.نت (الإنجليزية)
- سباستيان هرنانديز على موقع AS.com (الإسبانية)